# Apogonia nietneri
Apogonia nietneri är en skalbaggsart som beskrevs av Hermann Julius Kolbe 1899. Apogonia nietneri ingår i släktet Apogonia och familjen Melolonthidae. Inga underarter finns listade i Catalogue of Life.